# Južnocelebeski jezici
Južnocelebeski jezici, jedna od glavnih grana malajsko-polinezijskih jezika, prethodno klasificirana široj skupini celebeskih jezika. Obuhvaća 31 jezik. od kojih se 29 govori na području Celebesa, i dva na Kalimantanu u Indoneziji. Sastoji se od više manjih skupina i podskupina, to su:
a. bugiski jezici (4):
b. Lemolang (1): lemolang
c. Makassarski jezici (5)
d. sjeverni južnocelebeski jezici (17): mamuju (1 jezik); mandar (1 jezik); masenrempulu (4); pitu ulunna salu (5); toraja-sa’dan (6).
e. seko (4).

## Vanjske poveznice
- Ethnologue (14th)